# Piotr Zienc
Piotr Robert Zienc (ur. 25 września 1966 w Tarnowskich Górach) – polski samorządowiec, od 2006 do 2008 przewodniczący Sejmiku Województwa Śląskiego.

## Życiorys
Ukończył studia z zakresu politologii na Wydziale Nauk Społecznych Uniwersytetu Śląskiego w Katowicach, odbył też studia podyplomowe z zakresu zarządzania ochroną środowiska na Politechnice Częstochowskiej oraz zarządzania administracją publiczną w Wyższej Szkole Zarządzania Marketingowego i Języków Obcych w Katowicach. W 2020 uzyskał magisterium z teologii na Wydziale Teologicznym Uniwersytetu Śląskiego na podstawie pracy poświęconej kwestii ekumenizmu w Polsce napisanej pod kierunkiem Józefa Budniaka.
W 2001 współtworzył Platformę Obywatelską. Z jej listy kandydował bezskutecznie w tym samym roku do Sejmu, a w 2004 do Parlamentu Europejskiego. W 2002 po raz pierwszy został radnym sejmiku, w 2006 i w 2010 został wybrany na kolejne kadencje. Od 2006 do 2008 był przewodniczącym sejmiku, w 2014 nie utrzymał mandatu. W przedterminowych wyborach parlamentarnych w 2007 z ramienia PSL bez powodzenia ubiegał się o mandat poselski w okręgu rybnickim. W 2011 kandydował do Sejmu z listy PO.
W latach 2007–2011 był prezesem Przedsiębiorstwa Gospodarki Komunalnej i Mieszkaniowej w Łaziskach Górnych, pełnił funkcję pełnomocnika ds. realizacji projektu MAO budowa systemu kanalizacji w tej gminie. W 2011 został doradcą burmistrza Mikołowa i starosty mikołowskiego, a także przewodniczącym rady nadzorczej Miejskiego Przedsiębiorstwa Gospodarki Komunalnej w Świętochłowicach, a w 2013 powierzono mu stanowisko prezesa zarządu MPGK Świętochłowice, zajmował je do 2015.
W 2018 został wybrany na radnego powiatu mikołowskiego, w 2024 roku uzyskał reelekcję.